# ویندوز اسلایدشو
ویندوز اسلایدشو یک تکنولوژی توسعه یافته توسط مایکروسافت است که  در  سیستم عامل ویندوز ویستا معرفی شده و  طراحی شده است که به ارائه اطلاعاتی مانند تعداد  ایمیل خوانده نشده یا خوراک های آر اس اس  در یک  صفحه نمایش ثانویه از یک دستگاه مبتنی بر ویندوز بپردازد؛ صفحه نمایش ممکن است به عنوان بخشی از یک دستگاه خود یا به عنوان بخشی از یک کامپوننت جداگانه متصل به یک کامپیوتر شخصی تعامل داشته باشد..  ویندوز اسلایدشو با ویندوز گجت از ویندوز ویستا و ویندوز 7 و همچنین می‌تواند با برنامه های کاربردی مانند ویندوز مدیاسنتر تعامل داشته باشد.
ویندوز اسلایدشو از ویندوز 8.1 به بعد از ویندوز جدا شد.